# Praise Song for the Day
Praise Song for the Day  (Loblied für den Tag) ist ein Gedicht, welches Elizabeth Alexander für die erste Amtseinführung von Barack Obama als US-Präsident am 17. Januar 2009 verfasst und nach der Rede des Präsidenten rezitiert hat (Inaugural Poet). Alexanders Vater, der 1963 am Marsch auf Washington teilgenommen hatte, saß während der Amtseinführung neben ihr.
Das Gedicht besteht aus vierzehn reimlosen Drei-Vers-Strophen (Terzine) und einem abschließenden Coda-Vers. Das Gedicht beschreibt das Alltagsleben der US-Amerikaner und ihre Hoffnung auf die Zukunft. Graywolf Press veröffentlichte das Gedicht am 6. Februar 2009 mit einer Erstauflage von 100 000 Taschenbüchern.

## Kritiken
Obwohl die Auswahl einer weithin unbekannten Dichterin, die eine persönliche Freundin Obamas war, gelobt wurde, stießen das Gedicht und die Übergabe auf eine negative Resonanz. Die Chicago Tribune, der Herausgeber des Los Angeles Times Book Prize sowie die meisten Kritiker bemängelten, dass „ihr Gedicht zuviel Prosa enthielt“ und „ihre Darstellung nicht ausreichend dramatisch war“. Die Minneapolis Star-Tribune fand das Gedicht „langweilig bürokratisch“ und fand, dass der Platz der Dichterin nicht auf dem Podium, sondern in der Menge sei. Sie solle nicht für die Menschen sprechen, sondern zu ihnen.

## Hintergrund
Elizabeth Alexander ist eine amerikanische Dichterin, Essayistin, Dramatikerin und ehemalige Yale-Professorin. Ihr Bruder Mark C. Alexander war ein Mitglied des Übergangsteams von Obama.